# Ademir Marques de Menezes
Ademir Marques de Menezes bedre kendt som Ademir (8. november 1922 – 11. maj 1996) var en brasiliansk fodboldspiller, der blev topscorer ved VM i 1950 for Brasiliens landshold, der vandt sølv i turneringen. Han scorede ni mål ved slutrunden, men kunne ikke forhindre det sidenhen legendariske 1-2 nederlag til Uruguay i finalen. Han deltog også ved Copa América i både 1945, 1946, 1949 og 1953, og i alt nåede han at spille 39 landskampe, hvori han scorede imponerende 32 mål.
Ademir spillede på klubplan udelukkende i brasilianske klubber, hvor han var tilknyttet Sport Recife, Vasco da Gama og Fluminense. Længst tid tilbragte han hos Vasco da Gama, hvor han spillede i sammenlagt ti sæsoner og vandt fem Rio de Janeiro-statsmesterskaber.